# Haute-Kontz
Haute-Kontz là một xã trong vùng Grand Est, thuộc tỉnh Moselle, quận Thionville-Est, tổng Sierck-les-Bains. Tọa độ địa lý của xã là 49° 27' vĩ độ bắc, 06° 19' kinh độ đông. Haute-Kontz nằm trên độ cao trung bình là 195 mét trên mực nước biển, có điểm thấp nhất là 145 mét và điểm cao nhất là 286 mét. Xã có diện tích 6,41 km², dân số vào thời điểm 1999 là 439 người; mật độ dân số là 68 người/km². Xã thuộc Pháp từ năm 1661.

## Thông tin nhân khẩu
| 1962 | 1968 | 1975 | 1982 | 1990 | 1999 |
| ---- | ---- | ---- | ---- | ---- | ---- |
| 350  | 361  | 362  | 369  | 395  | 439  |